# Geoffrey Secco
Geoffrey Secco est un saxophoniste, compositeur, arrangeur et producteur français, né à Roanne en 1980.
Outre ses collaborations avec des artistes de variétés et de jazz de la scène musicale internationale, il est également hypnothérapeute. Il est l'inventeur du concept de Concert sous hypnose dont il dépose la marque en 2017.

## Biographie
Né le 16 mai 1980 à Roanne, dans le département de la Loire, d'un père technicien supérieur  et d'une mère qui s'occupe du foyer familial, Geoffrey Secco est le cadet d'une fratrie de trois enfants. Après leur déménagement à Aix-les-Bains, il commence à jouer du piano, en autodidacte. Il a 7 ans. Un an plus tard, il est admis en classe de saxophone du Conservatoire de la ville. 
Tout en préparant un baccalauréat scientifique, qu'il obtient en 1998, il joue au sein de groupes de variétés, de jazz, ou de funk locaux. Acteur de la vie culturelle d'Aix-les-Bains, il est un des fondateurs de La Nuit du Jazz et a contribué à la création de l’école de musiques actuelles DEVA,.

### Études et collaborations musicales
Encouragé par sa famille, Geoffrey Secco choisit de devenir musicien professionnel. En 1999, il obtient le diplôme d'études musicales (DEM) du Conservatoire de Chambéry, puis le DEM de jazz du Conservatoire de Paris en 2002. Il quitte la France, en 2006, afin de poursuivre ses études au Berklee College of Music à Boston, où il reçoit la meilleure bourse pour les étudiants étrangers.
En 2007, il débute les tournées avec des artistes de jazz et de variétés. D'abord, au sein du band d'Ernesto Tito Puentes, puis avec celui de Pascal Obispo qui enregistre le DVD live Les Fleurs de Forest. 
Intégrant le circuit de soirées privées, il participe à de prestigieux événements dont l’anniversaire de la reine Elisabeth II à Windsor, les Jeux olympiques d'été de 2004 et Jeux olympiques d'été de 2012, l’anniversaire de Bruce Willis, ou celui du roi du Maroc. 
Fort de ces diverses expériences, il produit son premier album, en co-réalisation avec Daniel Yvinek: Jam with the Electro, entre jazz et musique électronique,.  
En 2009, il est contacté pour passer une audition afin de remplacer Emmanuelle Somer pour la tournée de Patricia Kaas. En plus d'être saxophoniste, flûtiste, et pianiste, il doit aussi être clarinettiste. Il apprend à jouer de cet instrument, en deux semaines, grâce à l'autohypnose. Il intègre l'équipe de musiciens du Kabaret Tour qui se produira en France, Russie, Allemagne, Maroc... Au Kremlin, il joue avec Les Chœurs de l’Armée rouge.  
À son retour, il rejoint les orchestres des productions télévisées françaises: La Nouvelle Star sur M6, The Voice et 31 décembre d'Arthur sur TF1, Téléthon sur France 2. 
Poursuivant sa collaboration avec Tito Puentes, il écrit les arrangements big band pour Tribute to Dizzy. Il signe, également, les compositions et les arrangements de l'album Gracias sur lequel apparaissent les artistes Manu Dibango, Mario Canonge et Ibrahim Malouf.   
En 2010, il compose la musique d'ouverture, écrit les arrangements pour les cuivres et se produit avec Yannick Noah au Stade de France, devant plus de 83 000 spectateurs, pour le concert de l'album Frontières,. Il collabore avec Laurent Mignard au sein du Pocket Quartet, dont l'album Good News présente un jazz énergique, nourri de sentiments positifs,,. 
En 2013, il intègre la tournée mondiale de Charles Aznavour, en tant que saxophoniste, flûtiste et clarinettiste. Il écrit des arrangements big band pour Arielle Dombasle tout en se formant en Médecine Traditionnelle Chinoise. 
En 2014, il enregistre l'album Wind Child du batteur japonais Ichiro Onoe. Puis il part en Australie pour composer un album en hommage aux cinq éléments du Tao. Element of Sun, sortira en 2015 proposant un jazz atmosphérique.

### De la spiritualité au concept de Concert sous hypnose
Depuis qu'il est adolescent, Geoffrey Secco est passionné par la mythologie, la spiritualité, les mystères de la conscience, et les capacités du cerveau. C'est la raison pour laquelle il suit un cursus scientifique jusqu'à la fin du lycée. Après s'être orienté vers des études musicales, il participe régulièrement à des stages de méditation, yoga et soins énergétiques. 
En 2015, lors d'un concert, il remarque que le public entre dans une forme de transe. Il a l’idée d’amplifier le phénomène en intégrant, sur scène, l’hypnose ericksonienne à la musique. Cette expérience marque la genèse du Concert sous hypnose.
Il affine cette idée singulière en partant au Pérou afin d'y rencontrer le médecin chaman Jacques Mabit du Centre Takiwasi. À son retour, Geoffrey a une vision globale de son projet: proposer une expérience de concert qui galvanisera le public en faisant appel aux émotions positives, grâce aux musiques et à l'hypnose,,.
À partir d'octobre 2015, Geoffrey Secco produit ses premiers concerts sous hypnose, sur le thème des cinq éléments, en invitant tour à tour les hypnothérapeutes Jean Doridot, Kevin Finel et Fabien Malgrand,. En parallèle, il suit une formation certifiante d'hypnose à l'Académie de Recherche et de Connaissance en Hypnose Ericksonienne. Il obtient sa certification en 2017, puis dépose la marque Concert sous hypnose. Geoffrey Secco guide lui-même l’hypnose et écrit un nouveau spectacle Le voyage du héros, dans lequel il intègre son album Element of Sun. Une proposition inspirée d’un protocole d’hypnose Le Score, et du livre Le héros aux 1001 visages du mythologue Joseph Campbell,. 
En 2018, Geoffrey Secco tombe gravement malade. Les médecines occidentales et alternatives sont sans effet. En 2019, il retourne au Pérou auprès de Jacques Mabit afin d'y être soigné. Pendant une cérémonie Ayahuasca inoubliable, il voit et masse ses propres chromosomes. Trois jours après il est complètement guéri. De retour en France, il profite du confinement pour écrire son livre Autobiographie d’une conscience, qui sortira en 2021 aux éditions Leduc. Pendant cette période, il produit une série de Concerts sous hypnose en invitant le fondateur de l'ARCHE, Kevin Finel, et l’écrivain Bernard Werber, qui préface son livre,. 
L'expérience de guérison vécue au Pérou, qu'il décrit comme étant proche de l'expérience de mort imminente, lui inspire son album Au-delà. Un album et un nouveau concert sous hypnose présenté au Trianon en février 2022.

## Formations musicales

### En tant que leader ou co-leader
En quintet pour l'album Jam with the Electro avec Ronan Courty (contrebasse), Fred Chaperon (batterie), Armel Dupas (piano, clavier), Julien Vonars (programmation), Geoffrey Secco (composition, saxophone).
En quartet pour Element of Sun avec Rossitza Milevska (harpe), Gael Petrina (contrebasse), Nicolas Charlier (batterie) et Geoffrey Secco (saxophone).
Pour ses propositions de Concert sous hypnose, Geoffrey Secco (saxophone) s'entoure d'un trio ou d'un quartet: piano, basse, batterie et parfois violon.

### En tant que sideman
Divers groupes ou artistes dont :
- Patricia Kaas avec Frédéric Helbert (claviers, accordéon), Kevin Reveyrand (contrebasse), Matthieu Rabaté (percussions), Christophe Raymond (violon), Geoffrey Secco (instruments à vent) en remplacement d'Emmanuelle Somer depuis juillet 2009[36]
- Ichiro Onoe quartet avec Ichiro Onoe (batterie), Geoffroy Secco (sax ténor), Ludovic Allainmat (piano), Màtyàs Szandai (contrebasse)[37]
- Laurent Mignard pocket quartet avec Laurent Mignard (trompette), Geoffrey Secco (sax ténor et soprano), Éric Jacot (contrebasse), Luc Isenmann (batterie)[38]

## Discographie
En tant que leader ou co-leader :
- 2022: Au-Delà - Geoffrey Secco (GProduction)
- 2015: Element of Sun - Geoffrey Secco (GProduction)
- 2008: Jam with the Electro - Geoffrey Secco (GProduction)

En tant que sideman :
- 2023: Message from Water - Ichiro Onoe
- 2018: Miyabi - Ichiro Onoe
- 2014: Wind Child - Ichiro Onoe
- 2012: Gracias - Ernesto Tito Puentes
- 2011: Good news - Laurent Mignard
- 2007: Les fleurs de Forest - Pascal Obispo
- 2007: Victoria - Ernesto Tito Puentes

- 2005: Cuida mis prendas - Ernesto Tito Puentes